# Metropolitano de Paris
Metrô de Paris (em francês: Métro de Paris ou Métro parisien), abreviação de Métropolitain, é um sistema de metrô que atende a área metropolitana de Paris, na França. Símbolo da cidade, é conhecido por sua densidade dentro dos limites territoriais da capital, arquitetura uniforme e entradas históricas influenciadas pela Art Nouveau. O sistema tem 245,6 quilômetros de comprimento, principalmente subterrâneo. Possui 321 estações, das quais 61 possuem baldeação entre linhas. Tem dezesseis linhas (com quatro adicionais em construção), numeradas de 1 a 14, com duas linhas, Linha 3bis e Linha 7bis, nomeadas porque costumavam fazer parte da Linha 3 e Linha 7, respectivamente. Três linhas (1, 4 e 14) são automatizadas. As linhas são identificadas nos mapas por número e cor, com a direção da viagem indicada pelo terminal. O metrô é operado pela Régie autonome des transports parisiens (RATP), que também opera parte da rede RER, linhas de trem leve e muitas rotas de ônibus.
É o segundo sistema de metrô mais movimentado da Europa, depois do Metrô de Moscou, bem como o décimo mais movimentado do mundo. Transportou 1,498 bilhão de passageiros em 2019, cerca de 4,1 milhões de passageiros por dia, o que o torna o sistema de transporte público mais utilizado em Paris. É um dos sistemas de metrô mais densos do mundo, com 244 estações em 105,4 quilômetros quadrados da cidade. Châtelet–Les Halles, com cinco linhas de metrô e três linhas de trem suburbano RER, é uma das maiores estações de metrô do mundo. O sistema geralmente tem baixa acessibilidade, pois a maior parte da infraestrutura foi construída antes do surgimento dos padrões de acessibilidade, e poucas estações foram adaptadas.
A primeira linha foi inaugurada sem cerimônia em 19 de julho de 1900, durante a Feira Mundial (Exposition Universelle). O sistema se expandiu rapidamente até a Primeira Guerra Mundial e o núcleo foi concluído na década de 1920; extensões nos subúrbios foram construídas na década de 1930. A rede atingiu a saturação após a Segunda Guerra Mundial com novos trens para permitir maior tráfego, mas melhorias posteriores foram limitadas pelo design da rede e, em particular, pelas curtas distâncias entre as estações. Em 1998, a Linha 14 foi colocada em serviço para aliviar o RER A. A Linha 11, que chegará Rosny–Bois-Perrier em 2024, é a extensão mais recente da rede. Um grande programa de expansão conhecido como Grand Paris Express (GPE) está atualmente em construção com quatro novas linhas orbitais de metrô (15, 16, 17 e 18) ao redor da região de Île-de-France, fora dos limites da cidade de Paris. Existem outros planos para a Linha 1, a Linha 7, a Linha 10, uma fusão da Linha 3bis e Linha 7bis, Linha 12, bem como uma nova Linha 19 proposta nos subúrbios da cidade.
Além do metrô, o centro de Paris e sua área urbana são servidos por cinco linhas RER (602 km com 257 estações), quatorze linhas de bonde (186,6 km  com 278 estações), nove trens suburbanos Transilien (1.299 km com 392 estações), além de três linhas VAL no Aeroporto Charles de Gaulle e no Aeroporto de Orly. Isso faz de Paris uma das cidades do mundo mais bem servidas por transporte público. Apesar da arquitetura uniforme da rede, várias de suas estações se destacam pelo design único. O próprio metrô se tornou um ícone na cultura popular, sendo frequentemente apresentado no cinema e mencionado na música. Em 2021, a RATP começou a oferecer um serviço de empréstimo de guarda-chuvas em várias estações de metrô e RER, destacando o mascote coelho do próprio metrô, que aconselha as crianças a ficarem longe das portas que fecham.

## História

### Premissas
O projeto inicial incluía uma linha circular Étoile-Nation-Étoile e quatro linhas transversais, duas Norte-Sul (Porte de Clignancourt - Porte d'Orléans e Gare de l'Est - Place d'Italie) e duas Leste-Oeste (Porte de Vincennes - Porte Dauphine e Avenue Gambetta - Porte Maillot).

### 1900 - 1930: Nascimento do metrô
A Linha 1 (Porte de Vincennes - Porte Maillot) foi inaugurada em 19 de julho de 1900, para servir os ensaios dos Jogos Olímpicos de Verão de 1900 no Bosque de Vincennes. Pequenas seções das linhas 2 e 6 (na época 2 sud) foram completadas no mesmo ano para servir a Feira Mundial.

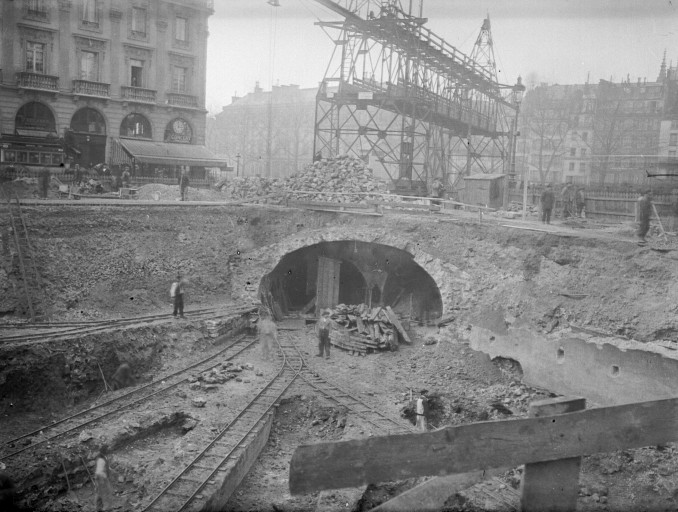
Paris durante as obras.

As linhas de 1 a 10 foram construídas pela Ville de Paris (Cidade de Paris) e administradas pela CMP (Compagnie du Chemin de Fer Métropolitain de Paris). Acredita-se que o nome do metropolitano parisiense veio da Metropolitan Railway em Londres, que mais tarde tornou-se parte do sistema metropolitano londrino.
Uma segunda empresa, a Nord-Sud (Société du Chemin de Fer Electrique Nord-Sud de Paris), foi criada em 31 de janeiro de 1904 com o projeto da linha entre Montmartre (na verdade Notre-Dame-de-Lorette) e Porte de Versailles. A inauguração desta, em 4 de novembro de 1910 foi adiada pela inundação do rio Sena de janeiro de 1910. A empresa construiu duas linhas nomeadas A e B (agora parte das linhas 12 e 13).
As duas empresas, CMP e Norte-Sul coexistiram até 1930, data em que foram unidas na CMP. Eles usaram materiais compatíveis mas eram diferenciadas pelas diferentes decorações de seus ramais como de suas estações. Estações diferentes portavam o mesmo nome nas duas redes (duas estações Grenelle, por exemplo). Em 1913, o metrô já tinha 10 linhas: oito da CMP e duas da Nord-Sud (a atual linha 12 e a linha 13 ao norte da estação Saint-Lazare). De 55 milhões em 1901, o número anual de passageiros subiu para 467 milhões em 1913. A rede continuou a crescer durante a Primeira Guerra Mundial. Durante o período entre guerras, as linhas 9, 10 e 11 foram abertas.
A Nord-Sud juntou-se com a CMP em 1930 (a linha 11 e a primeira linha 14 foram completadas após a fusão). A CMP virou empresa estatal em 1948 e ganhou um novo nome, RATP (Régie Autonome des Transports Parisiens).

### 1930 - 1939: Primeiras extensões no subúrbio

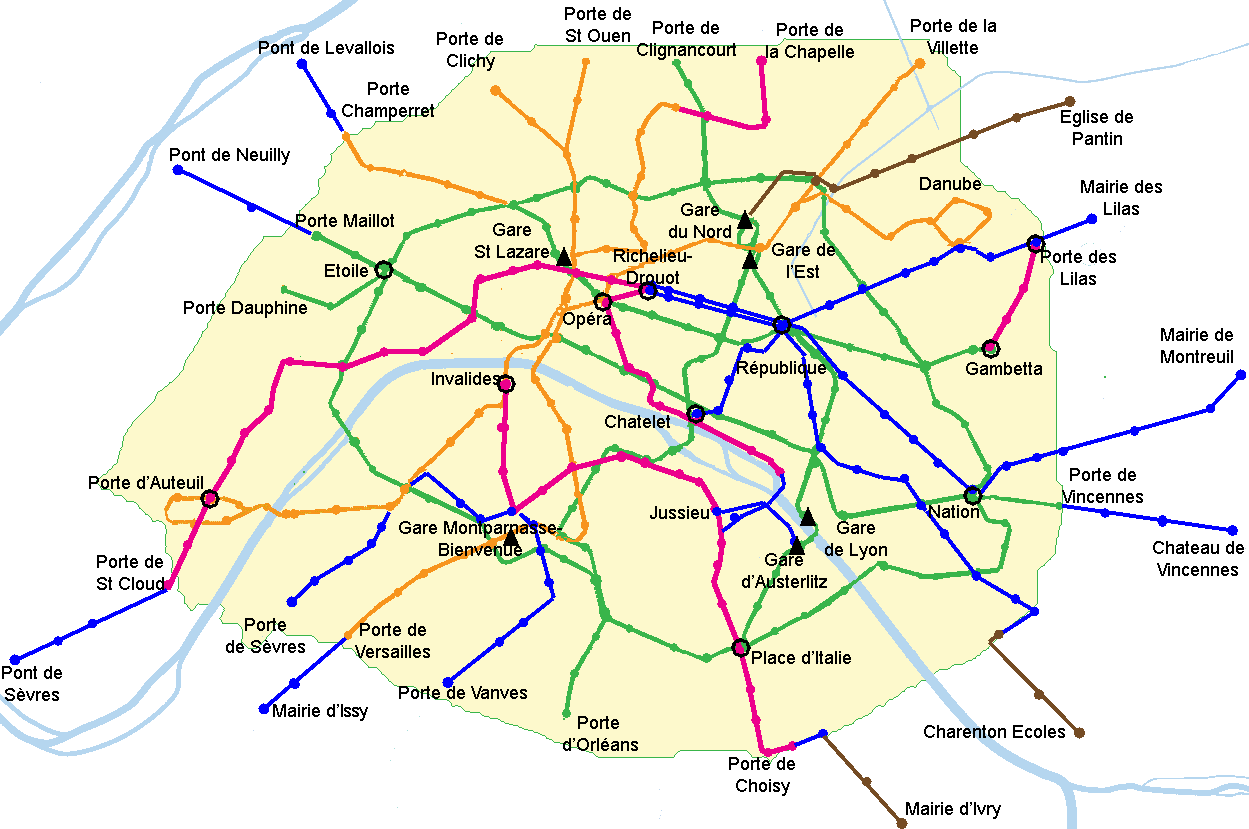
Desenvolvimento do metrô de Paris antes de 1949.:
1900-1910
1910-1914
1914-1930
1930-1939
1939-1949

Em 1929, as autoridades da Prefeitura do Sena decidiram a extensão do metrô ao subúrbio próximo com quinze eixos para permitir o transporte de uma população que então era quase tão numerosa para residir nos subúrbios (2,5 milhões) do que na Paris intramuros (3 milhões). A construção de três novas linhas também é decidida.

### 1939 - 1945: Segunda Guerra Mundial
Em 1939, várias estações estão fechadas por razões de economia no contexto da Segunda Guerra Mundial, o que não impediu o metrô de transportar um milhão e meio de pessoas em 1941, a escassez de gasolina e de pneus imobilizando os ônibus na garagem.
Em 1949, no âmbito do plano de 1929, a rede incluía novas extensões nos subúrbios: a Linha 1 alcançou Neuilly a Oeste e Vincennes a Leste, a linha 3 chegou a Levallois-Perret, a linha 5 a Pantin, a linha 7 a Ivry-sur-Seine, a linha 9 a Boulogne-Billancourt a Oeste e a Montreuil a Leste, a linha 11 a Les Lilas e a linha 12 a Issy-les-Moulineaux.
Em 1 de Janeiro de 1942, a CMP do barão Empain se funde com a Société des Transports en Commun de la Région Parisienne (STCRP), que geria os transportes de superfície; sua rede será incluída em 1949 pela RATP, criada por uma lei de 21 de Março de 1948. A RATP opera também o funicular de Montmartre, linhas de ônibus, o tramway, e parte das linhas A e B da Rede expressa regional da Ilha de França.

### 1945 - 1970: Modernização do pós-guerra
O número de linhas de metro foi então aumentando apenas devido ao isolamento do ramal menos frequentado da linha 7 e o desvio da linha 3, que assim se tornam linhas independentes: a linha 7 bis (em 1967) e a linha 3 bis (em 1971); então esse número foi reduzido para 15 devido à fusão, na década de 1970, das linhas 13 (parte norte da atual linha 13) e 14 (antiga linha que ligava Invalides a Porte de Vanves) após a conclusão da ligação entre Saint-Lazare e Invalides.

### 1970 - 2000: Desenvolvimento da rede
Extensões destinadas a fornecer um melhor serviço aos subúrbios próximos foram gradualmente sendo colocadas em serviço. Na década de 1970, várias extensões foram colocadas em serviço.
- A linha 8 foi estendida de Charenton - Écoles para Maisons-Alfort - Stade em 1970, depois para Maisons-Alfort - Les Juilliottes em 1972, e em seguida para Créteil - L'Échat em 1973 e finalmente para Créteil - Préfecture em 1974;
- A linha 3 foi estendida em 1971, de Gambetta para Gallieni;
- A linha 13 foi estendida em todas as suas extremidades. Em 1976, o terminal de Carrefour Pleyel passa para Saint-Denis - Basilique. Em 1976, a ex-linha 14 acabou de ser integrada na linha 13 pela criação de um trecho central entre Saint-Lazare e Invalides, é estendido para Porte de Vanves para Châtillon - Montrouge. Finalmente, em 1980, o terminal Porte de Clichy foi passado para Gabriel Péri - Asnières - Gennevilliers;
- A linha 7 foi estendida em 1979 de Porte de la Villette para Fort d'Aubervilliers. A parada Maison Blanche permitiu se estender a Le Kremlin-Bicêtre graças à ramificação em 1982; ramal estendido para Villejuif - Louis Aragon em 1985. O terminal de Fort d'Aubervilliers foi finalmente transferido para La Courneuve - 8 Mai 1945 em 1987;
- A linha 10 foi estendida de Porte d'Auteuil para Boulogne - Jean Jaurès em 1980, depois para Boulogne - Pont de Saint-Cloud em 1981;
- Em 1985, a linha 5 foi estendida de Église de Pantin para Bobigny - Pablo Picasso.

Em 1992, a linha 1 foi estendida de Pont de Neuilly para La Défense. O rio foi atravessado.

### 1998: Primeira linha automática
Dois eventos marcaram o ano de 1998: a extensão da linha 13 de Basilique de Saint-Denis (anteriormente Saint-Denis - Basilique) para Saint-Denis - Université, e a abertura da linha 14 de Madeleine para Bibliothèque François-Mitterrand. Esta linha foi estendida ao norte até Saint-Lazare em 2003, e ao sul até Olympiades em 2007.
A linha 14 foi a primeira linha do Metrô de Paris a implementar a condução automatizada.

### 2010 - 2020: Automatização
A linha 13 foi estendida novamente em 2008, de Gabriel Péri (anteriormente Gabriel Péri - Asnières - Gennevilliers) para Les Courtilles. Em 2011, o terminal da linha 8 de Créteil - Préfecture foi transferido para Pointe du Lac. A linha 12 se estendeu de Porte de la Chapelle em direção a Front Populaire em 2012, enquanto que em 2013, a linha 4 foi estendida de Porte d'Orléans para Mairie de Montrouge.
Segundo dados de 2007 da RATP, a utilização diária do Metropolitano de Paris cifra-se em 5 milhões de pessoas.
O sistema de transporte por metrô foi bastante reduzido com início da Segunda Guerra Mundial; várias estações foram fechadas e algumas nunca reabertas, dando origem a estações-fantasma.
Para aumentar sua capacidade, a linha 1, que é a mais movimentada da rede, foi automatizada para se tornar totalmente automática, ou seja, sem motorista. Decidida em 2005 pela RATP, esta automatização foi realizada apenas com raras interrupções de tráfego, o que é uma performance para uma linha muito movimentada e em operação.

### Século XXI: Modernização
De maio de 2011 a março de 2013, a RATP transferiu os trens MP 89 CC da linha 1 para a linha 4 à medida que os trens automáticos MP 05 foram colocados em serviço, beneficiando assim do processo de automatização da linha 1 em curso. O objectivo buscado é substituir as composições MP 59 da linha.
De novembro de 2011 a fevereiro de 2013, a RATP está colocando em serviço gradualmente novas composições automáticas, encomendadas da Alstom para garantir a operação totalmente automática da linha 1.
Em 2022 o metrô está gradualmente a eliminar a emissão de bilhetes em papel, que são 550 milhões emitidos por ano, correspondentes a 50 toneladas de papel, prevendo-se uma mudança total ao longo de 2023.
A linha 12 foi estendida para Mairie d'Aubervilliers em 31 de maio de 2022.
A linha 4 foi estendida para Bagneux-Lucie Aubrac em 13 de janeiro de 2022.
A linha 11 foi estendida para Rosny-Bois-Perrier em 13 de junho de 2024 com um novo trecho construído no âmbito da Société du Grand Paris.

## Linhas
| Linha       | Terminais                                                            | Inauguração | Estações | Comprimento (km) |
| ----------- | -------------------------------------------------------------------- | ----------- | -------- | ---------------- |
| Linha 1     | La Défense ↔ Château de Vincennes                                    | 1900        | 25       | 16,6             |
| Linha 2     | Porte Dauphine ↔ Nation                                              | 1900        | 25       | 12,3             |
| Linha 3     | Pont de Levallois - Bécon ↔ Gallieni                                 | 1904        | 25       | 11,7             |
| Linha 3 bis | Gambetta ↔ Porte des Lilas                                           | 1921        | 4        | 1,3              |
| Linha 4     | Porte de Clignancourt ↔ Bagneux-Lucie Aubrac                         | 1908        | 31       | 14,0             |
| Linha 5     | Bobigny - Pablo Picasso ↔ Place d’Italie                             | 1906        | 22       | 14,6             |
| Linha 6     | Charles de Gaulle - Étoile ↔ Nation                                  | 1907        | 28       | 13,7             |
| Linha 7     | La Courneuve - 8 Mai 1945 ↔ Villejuif - Louis Aragon / Mairie d’Ivry | 1910        | 38       | 22,5             |
| Linha 7 bis | Louis Blanc ↔ Pré-Saint-Gervais                                      | 1911        | 8        | 3,1              |
| Linha 8     | Balard ↔ Pointe du Lac                                               | 1913        | 38       | 23,4             |
| Linha 9     | Pont de Sèvres ↔ Mairie de Montreuil                                 | 1922        | 37       | 19,6             |
| Linha 10    | Boulogne - Pont de Saint-Cloud ↔ Gare d'Austerlitz                   | 1913        | 23       | 11,7             |
| Linha 11    | Châtelet ↔ Rosny-Bois-Perrier                                        | 1935        | 19       | 11,7             |
| Linha 12    | Mairie d'Aubervilliers ↔ Mairie d’Issy                               | 1910        | 31       | 17,2             |
| Linha 13    | Les Courtilles / Saint-Denis - Université ↔ Châtillon — Montrouge    | 1911        | 32       | 24,4             |
| Linha 14    | Saint-Denis Pleyel ↔ Aéroport d'Orly                                 | 1998        | 20       | 27,8             |

## Frota
Atualmente, o Metropolitano de Paris conta com 700 unidades, sendo elas tendo mais de 60 anos de operação:
| Frota | Máscara | Fabricante                                                         | Ano de Fabricação | Operações                             | Notas adicionais                                           |
| ----- | ------- | ------------------------------------------------------------------ | ----------------- | ------------------------------------- | ---------------------------------------------------------- |
| MF 67 |         | Brissonneau & Lotz CIMT                                            | 1967 - 1975       | Linha 3 Linha 3 bis Linha 10 Linha 12 |                                                            |
| MF 77 |         | Alstom Indústrias ANF Creusot-Loire Jeumont-Schneider CEM-Oerlikon | 1976 - 1986       | Linha 7 Linha 8 Linha 13              | - 1 usada na construção do protótipo da MF 88 chamado BOA. |
| MF 88 |         | Alstom Renault Indústrias ANF Faiveley                             | 1990 - 1992       | Linha 7 bis                           |                                                            |
| MF 01 |         | Alstom Bombardier                                                  | 2007 - 2017       | Linha 2 Linha 5 Linha 9               | - Primeira unidade do metropolitano a ter Ar-Condicionado. |

| Frota    | Máscara | Fabricante                   | Ano de Fabricação | Operação         | Notas Adicionais                                                                                       |
| -------- | ------- | ---------------------------- | ----------------- | ---------------- | --- |
| MP 59    |         | Alstom CEM Jeumont-Schneider | 1963 - 1974       | Linha 4 Linha 11 | - Retiradas da Linha 4 desde 2013 e movidas para Linha 11. - Expectativa de substitui-lás pelas MP 14. |
| MP 73    |         | Alstom                       | 1974              | Linha 6 Linha 11 | - Expectativa de retirada das unidades em 2021.                                                        |
| MP 89 CC |         | GEC-Alshtom                  | 1997              | Linha 4 Linha 14 | - Expectativa de inseri-lás na Linha 6 em 2021 a 2022.                                                 |
| MP 89 CA |         | GEC-Alshtom                  | 1998              | Linha 14         | - Expectativa de inseri-lás na Linha 4 em 2021 a 2022.                                                 |
| MP 05    |         | Alstom                       | 2011              | Linha 1 Linha 14 | - Segunda unidade do Metropolitano a ter Ar-Condicionado.                                              |
| MP 14    |         | Alstom                       | 2015              | Linha 14         | |

## Arquitetura

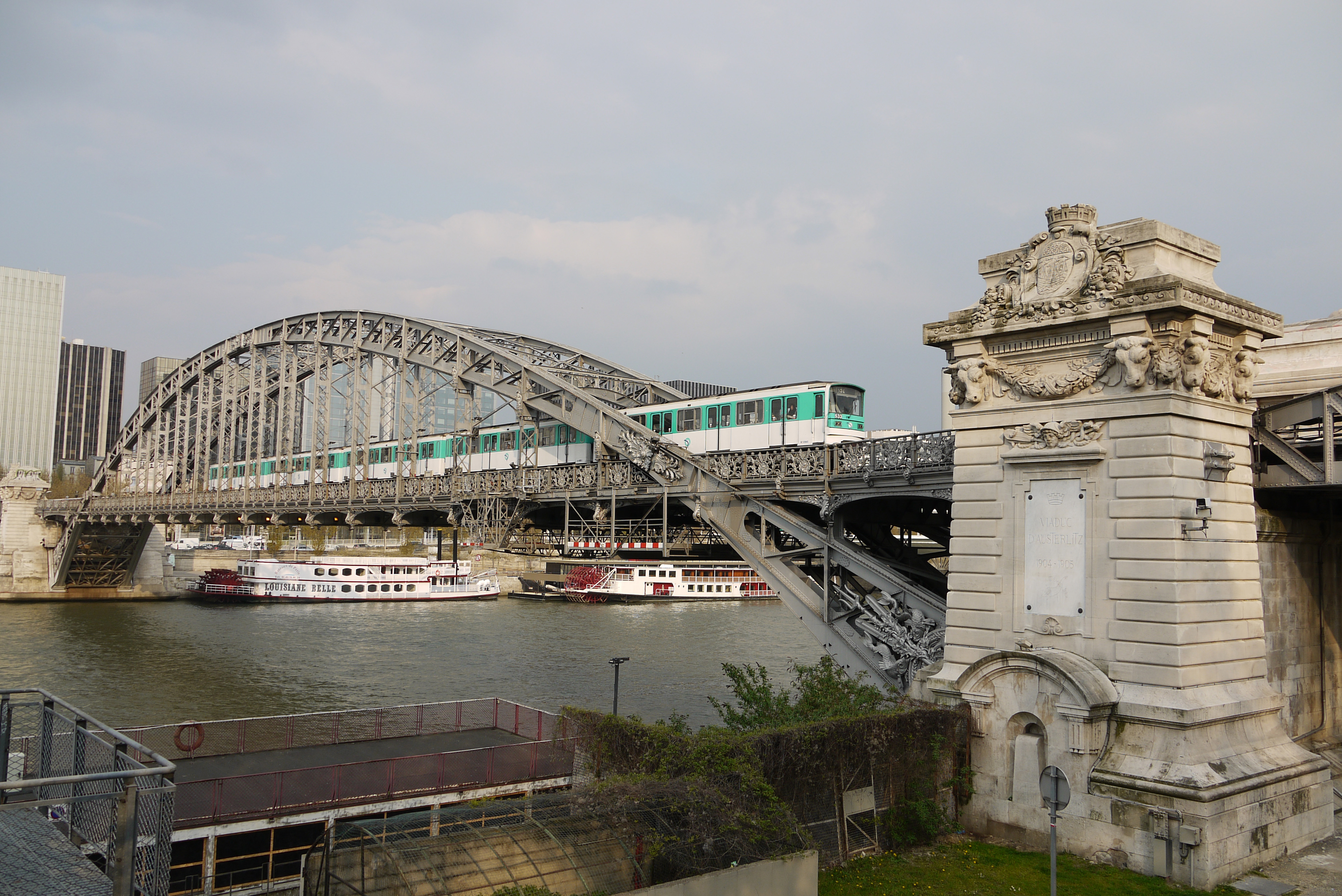
Metropolitano no Viaduto de Austerlitz.

Um dos aspectos mais famosos do Metropolitano de Paris são suas entradas em estilo art nouveau de Hector Guimard, que simbolizam Paris, apesar de poucas permanecerem em uso (86 entradas por Guimard ainda existem).

## Extensões
O desenvolvimento da rede de metrô inclui a extensão e a renovação das linhas. Atualmente há um projeto de extensão do tramway, do RER e do metropolitano.

### Extensões planejadas ou em curso
O projeto do SDRIF em 2030 votado em 25 outubro de 2012 propõe a realização de um certo número de outras extensões do Metrô em 2030:
- Linha 1 a Val de Fontenay via Les Rigollots[20]
- Linha 5 a Place de Rungis
- Linha 5 a Drancy
- Linha 7 a Le Bourget RER
- Linha 9 a Montreuil - Hôpital
- Linha 10 a Ivry - Place Gambetta
- Linha 11 a Rosny-Bois-Perrier e Noisy - Champs. Este projeto está incluído no Grand Paris Express.
- Linha 12 a Issy RER

Outros projetos propostos pelo SDRIF incluem as extensões das seguintes linhas:
- Linha 1 a Nanterre - La Folie
- Linha 3 a Bécon-les-Bruyères
- Linha 4 a Les Docks de Saint-Ouen via Mairie de Saint-Ouen
- Linha 7 a Cité de l’air et de l’espace via Le Bourget RER
- Fusão da Linha 3 bis com a Linha 7 bis formando uma nova linha entre Louis Blanc e Gambetta
- Linha 10 a Saint-Cloud e a Les Ardoines
- Linha 12 a La Courneuve — Six Routes
- Linha 12 além de Issy RER provavelmente para Meudon
- Linha 13 a Port de Gennevilliers ou Argenteuil
- Linha 13 a Stains — La Cerisaie
- Linha 14 a Mairie de Saint-Ouen e Saint-Denis Pleyel ao norte, e a Maison Blanche e Orly-Ouest ao sul (projeto incluído no Grand Paris Express).
- Linha E do RER a La Défense e Mantes-la-Jolie.
- Criação da Linha F do RER
- Extensão das outras linhas do RER

### Grand Paris Express
O Grand Paris Express é um projeto que prevê, entre outros, a implementação de extensões da linha 14 ao norte de Mairie de Saint-Ouen para Saint-Denis Pleyel, continuando a extensão de Saint-Lazare já planejado, e ao sul de Olympiades ao Aeroporto de Orly. Ele prevê a criação de uma linha circular em torno de Paris, que leva o nome de linha 15, e de três linhas adicionais que levam os números 16, 17 e 18.
Estes trabalhos serão realizados em conjunto pela Société du Grand Paris (SGP) e o Syndicat des transports d'Île-de-France (STIF).
- Linha 15: Champigny Centre ↔ Noisy - Champs
- Linha 16: Saint-Denis Pleyel ↔ Noisy - Champs
- Linha 17: Saint-Denis Pleyel ↔  Le Mesnil-Amelot
- Linha 18: Aéroport d'Orly ↔ Versailles-Chantiers